# Vérité (cuirassé)
Pour les articles homonymes, voir La Vérité.
La Vérité est un cuirassé de la marine française construit à Bordeaux à partir de 1903.

C'est un cuirassé de type pré-Dreadnought de la classe Liberté.

## Historique

### Construction

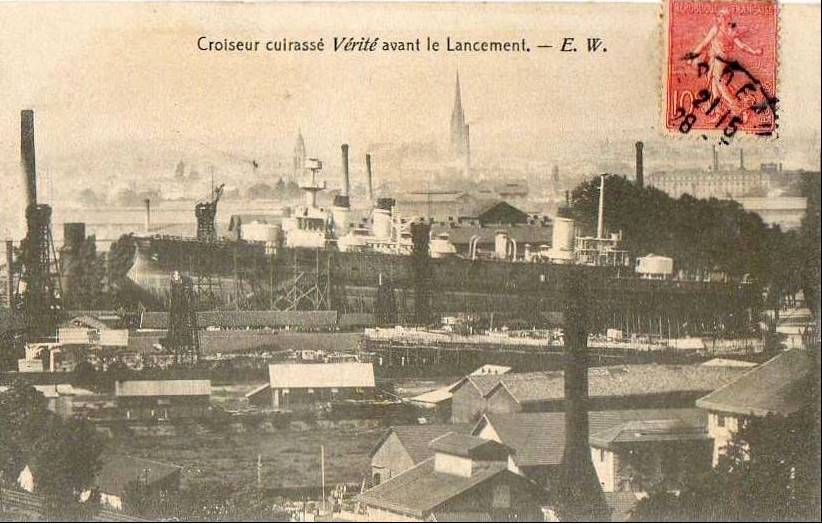
Construction du Vérité en 1907 sur le site de Lormont des Chantiers de la Gironde.
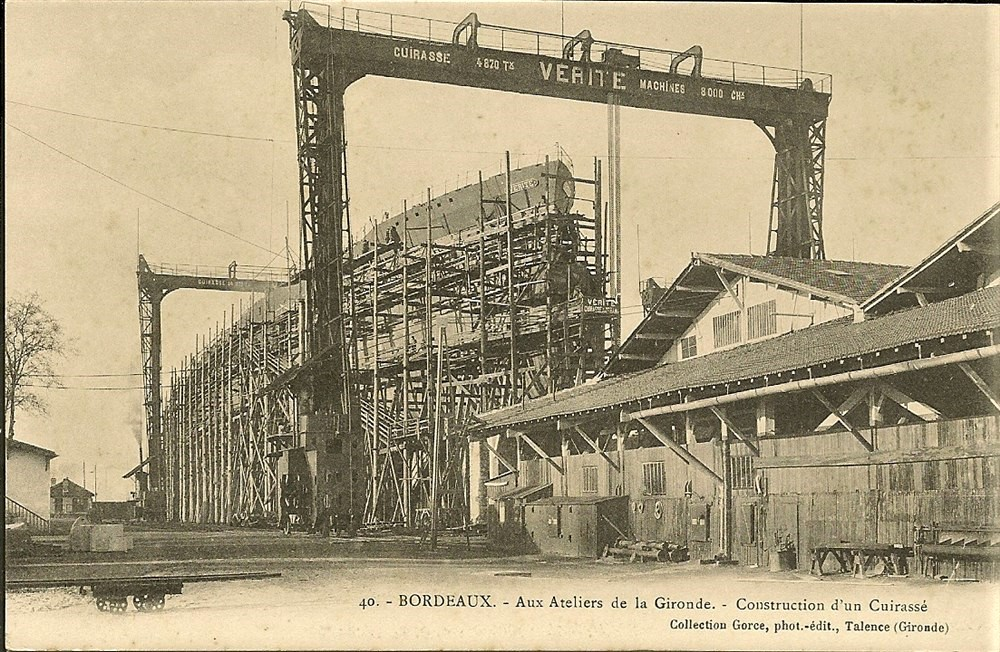
Construction du Vérité.

### Lancement

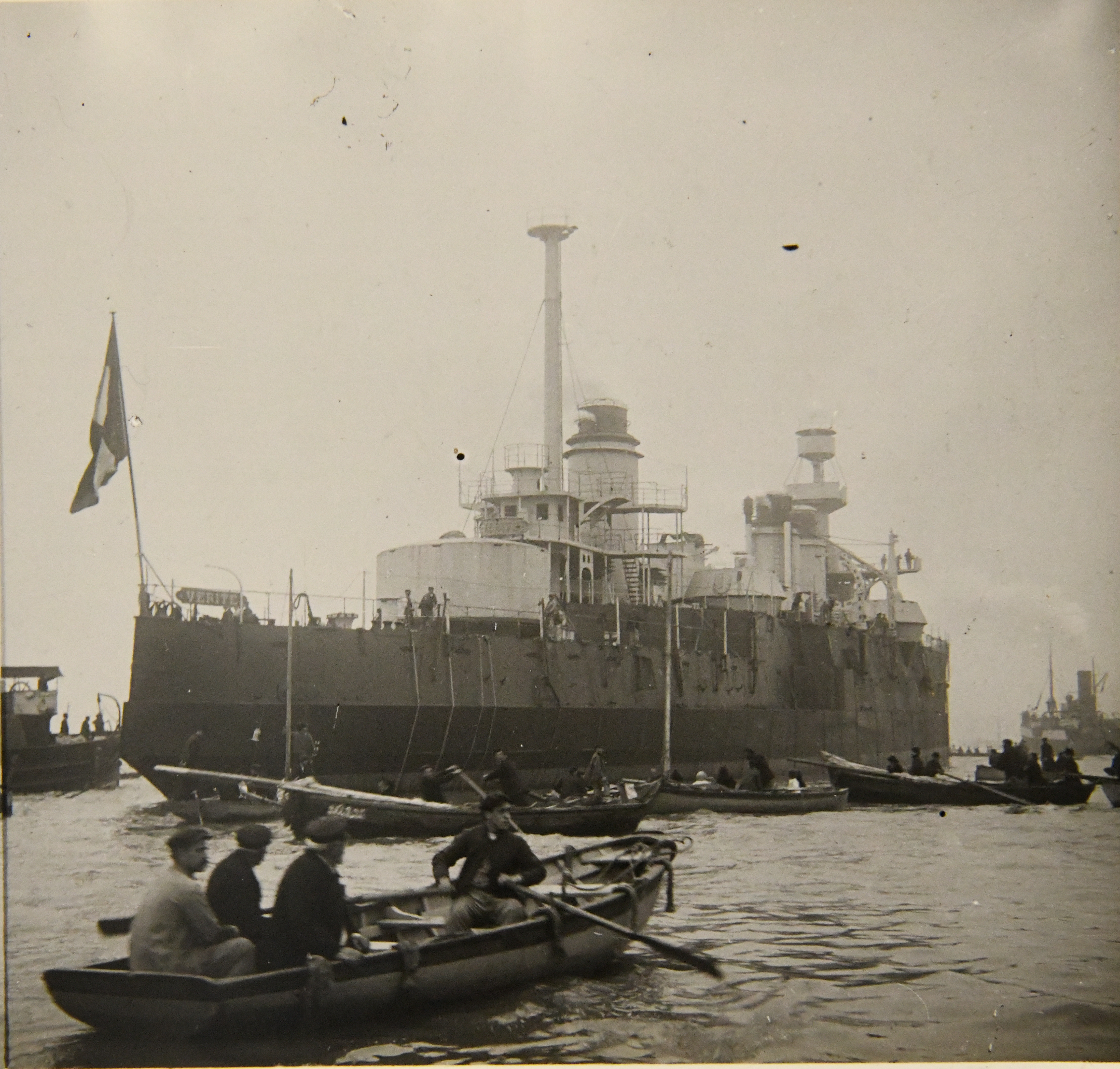
Lancement du Vérité

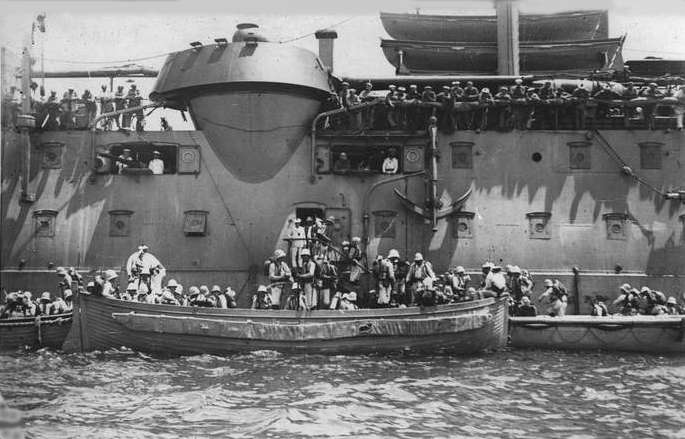
12 juin 1917 - Débarquement de soldats du Vérité pour aller s’emparer des forts du Pirée

Le Vérité est mis à l'eau le 28 mai 1907 dans le cadre de l'Exposition maritime internationale de 1907. Avant la Première Guerre mondiale, le cuirassé Vérité a pour tâche essentielle la représentation de la France au cours de différentes cérémonies. Ainsi, en 1908, il reçoit à son bord le Président Armand Fallières pour un voyage protocolaire au Danemark, en Suède, en Russie et en Norvège. En 1909, il participe aux commémorations du tricentenaire du fleuve Hudson, à New York, accompagné des cuirassés Liberté et Justice.
Durant la Grande Guerre, il participe essentiellement à des patrouilles en mer Méditerranée pour couvrir les mouvements du 19e corps d'armée français entre l'Algérie et la France métropolitaine. Malgré tout, son groupe d’escadre est engagé dans la bataille d'Antivari qui verra la destruction du croiseur léger austro-hongrois le Zenta au large de Cattaro.
À la fin de la guerre, en août 1918, il est placé en réserve avant d'être utilisé comme navire-école à Toulon de septembre 1919 à juillet 1920.

### Désarmement et démolition
Désarmé en mai 1921, il est condamné et vendu pour démolition en 1922.

### Documents numérisés
- Journaux de bord du 01/01/1914 au 19/11/1914 et du 11/01/1915 au 26/12/1916

➞ Ministère de la Défense, Mémoire des hommes : Journaux des unités (1914-1918) : Cuirassé Vérité, vol. SS Y 627, 1914-1916 (lire en ligne)
- Journaux de bord du 27/12/1916 au 08/03/1920 - Cahiers d'ordres du commandant du 14/05/1915 au 06/11/1917 - Livret de vaguemestre (sans dates)

➞ Ministère de la Défense, Mémoire des hommes : Journaux des unités (1914-1918) : Cuirassé Vérité, vol. SS Y 628, 1915-1920 (lire en ligne)
- Journaux de navigation du 10/10/1913 au 15/02/1917 et du 13/07/1917 au 09/08/1917 - Registres de la correspondance du commandant du 02/09/1914 au 31/12/1914, du 03/01/1915 au 08/12/1915 et du 02/01/1916 au 10/12/1916 - Registre de correspondance du commandant militaire et du commandant supérieur au Pirée du 04/12/1917 au 16/04/1918 - Cahier d'enregistrement des télégrammes du 17/09/1914 au 31/12/1914

➞ Ministère de la Défense, Mémoire des hommes : Journaux des unités (1914-1918) : Cuirassé Vérité, vol. SS Y 629, 1913-1918 (lire en ligne)